# Високий Іфен
Високий Іфен (нім. Hohe Ifen також нім. Hochifen) — вершина гірського масиву Північно-західні Вальзертальські гори (Альгейські Альпи) на захід від Кляйнвальзерталя, яка знаходиться на висоті 2 230 м або 2 229 м над рівнем моря. Взимку Високий Іфен є красивою панорамою для невеликої гірськолижної зони. Розташований на кордоні між Німеччиною та Австрією. Вершина — найвища точка злегка похилого плато Іфен. Тут стикаються муніципальні кордони міст Егг, Міттельберг (обидва знаходяться у федеральній землі Форарльберг, Австрія) і Оберстдорф (Альгой, Швабія, Баварія).
На північний схід від плато Іфен розташоване плато Ґоттесакер, карстовий ландшафт із численними печерами та рідкісними гірськими рослинами, яке знаходиться під охороною природи. В 1998 році на східному схилі гірського хребта Шнайдеркюренальпе, приблизно в 1 500 м над рівнем моря, археологом-любителем Детлефом Вілландом було виявлено житло кам'яної доби, яке було розкопано за підтримки експертів Інсбруцького університету.

## Природний заповідник
На південній стороні гори є заповідник дикої природи, створення якого було піддано різкій критиці з боку альпіністських асоціацій, таких як IG Klettern Allgäu, оскільки він також включає раніше популярні райони спортивного скелелазіння. Незважаючи на послаблення заборони на сходження, критика продовжується. При плануванні гірськолижних турів слід також враховувати заповідник.

## Похід
До вершини можна піднятися стежками з двох сторін: зі сходу через Іфенгютте та із заходу через Шварцвассергютте. Обидва маршрути можна об'єднати в кільцеву екскурсію, яка складає 17,3 км і 1103 метри у висоту. Коротший східний шлях веде від Ауенгютте через Іфенгютте до Іфенмульде, а звідти через Іфенмауер до трав'яного плато, яке неухильно піднімається до вершини. Довший західний шлях веде від Ауенгютте через Шварцвассеталь до Шварцвассергютте і досягає східного шляху на вершині трав'янистого плато.

## Лижна курорт
На початку 1970-х років на Іфені були побудовані перші гірськолижні підйомники, з яких виникла сучасна компанія Ifen-Bergbahn-Gesellschaft.

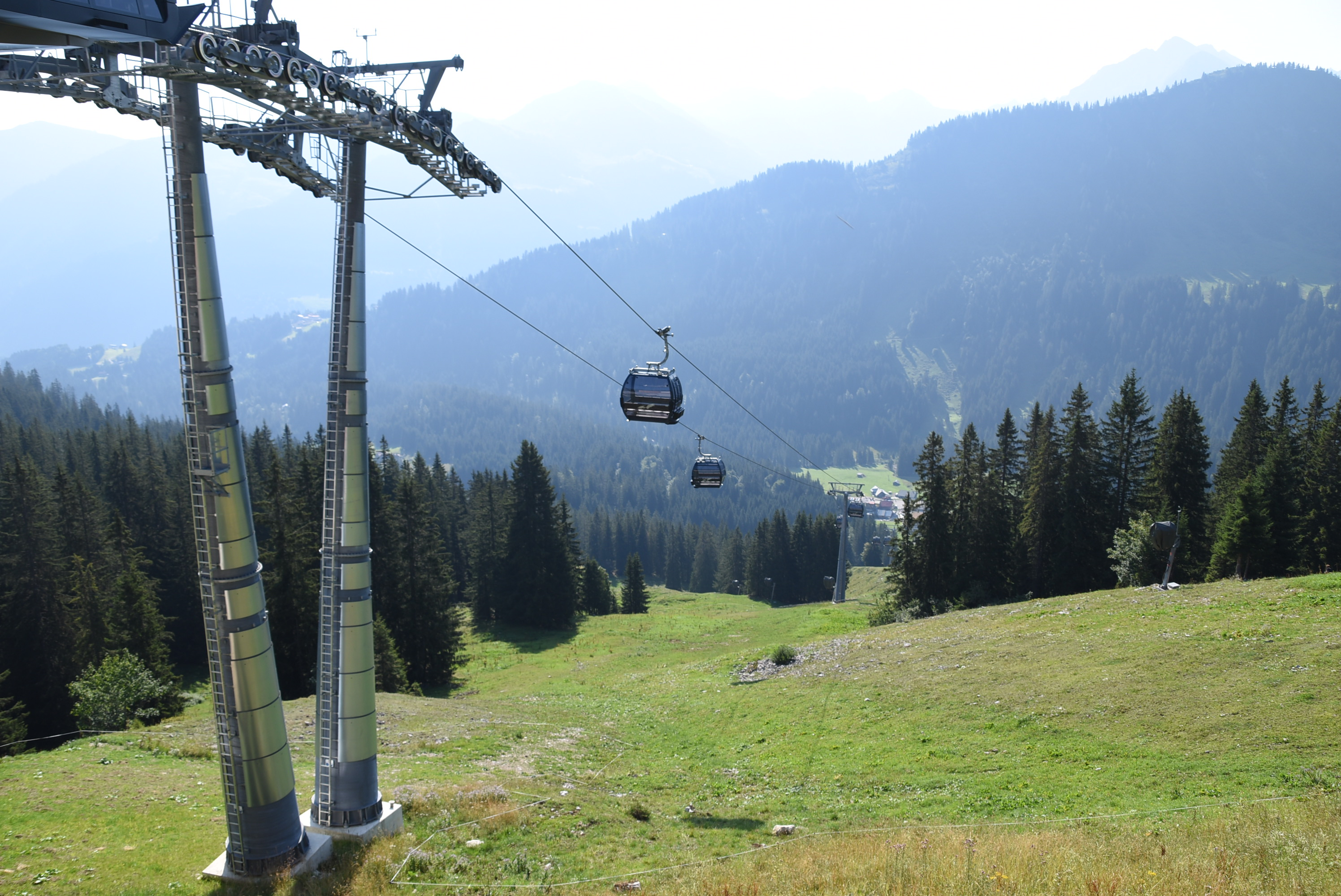
10-місний гондольний підйомник Іфен

### Схили
Лижники мають доступ до приблизно 22 кілометрів схилів усіх рівнів складності, причому частка позначених чорним кольором схилів є високою порівняно з сусідніми гірськолижними зонами. Через довжину та малу кількість підйомів траси також довші за середні.

### Панорамна залізниця до Вальмендіргер-Горн
Сполучна залізниця через Шварцвассерталь до Вальмендінгер-Горн, запланована на початку 2010-х років, була різко розкритикована різними асоціаціями як така, що руйнує навколишнє середовище та сприяє масовому туризму.

## Галерея

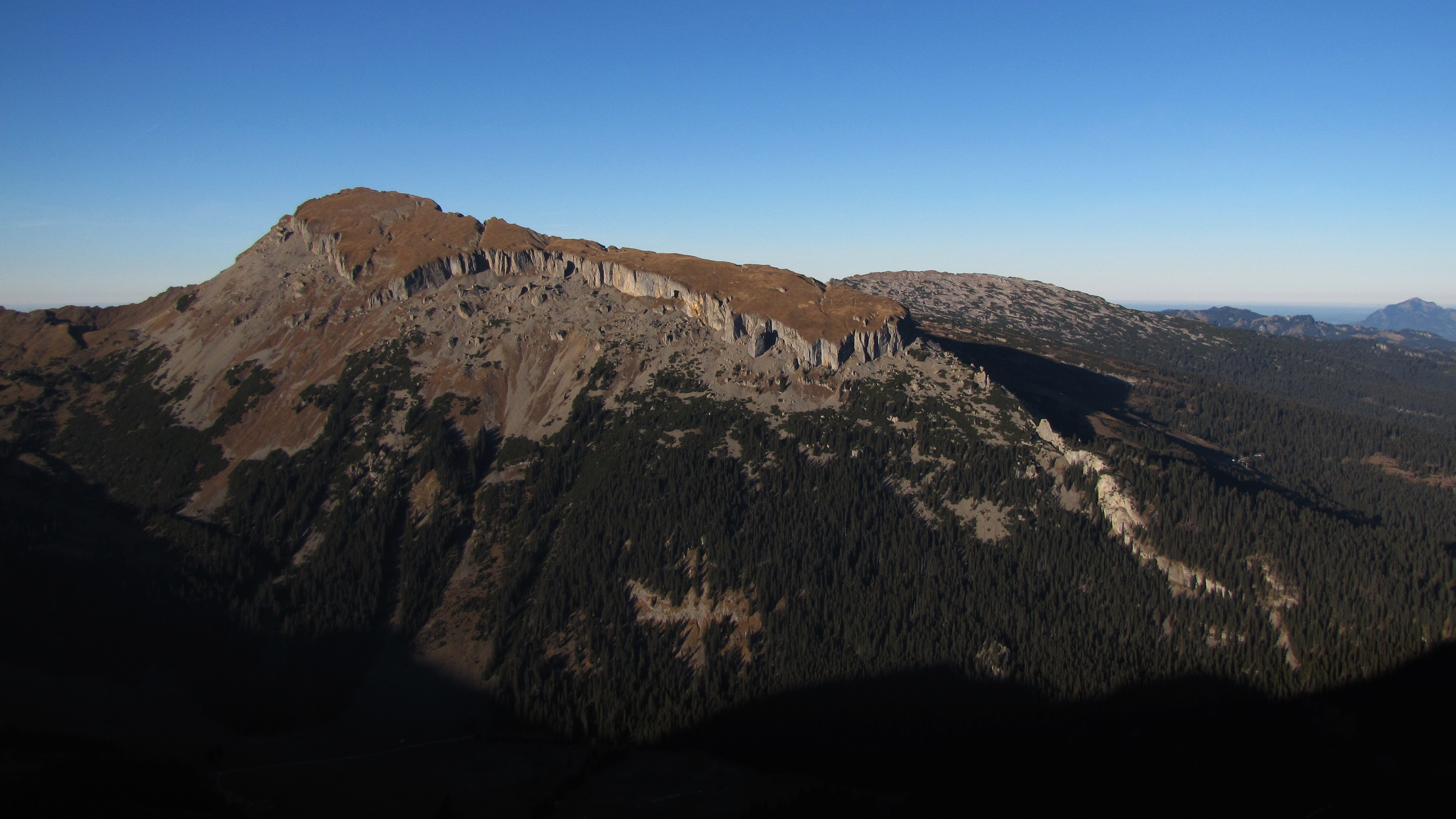
Вид на південний схід від Люхлькопфа
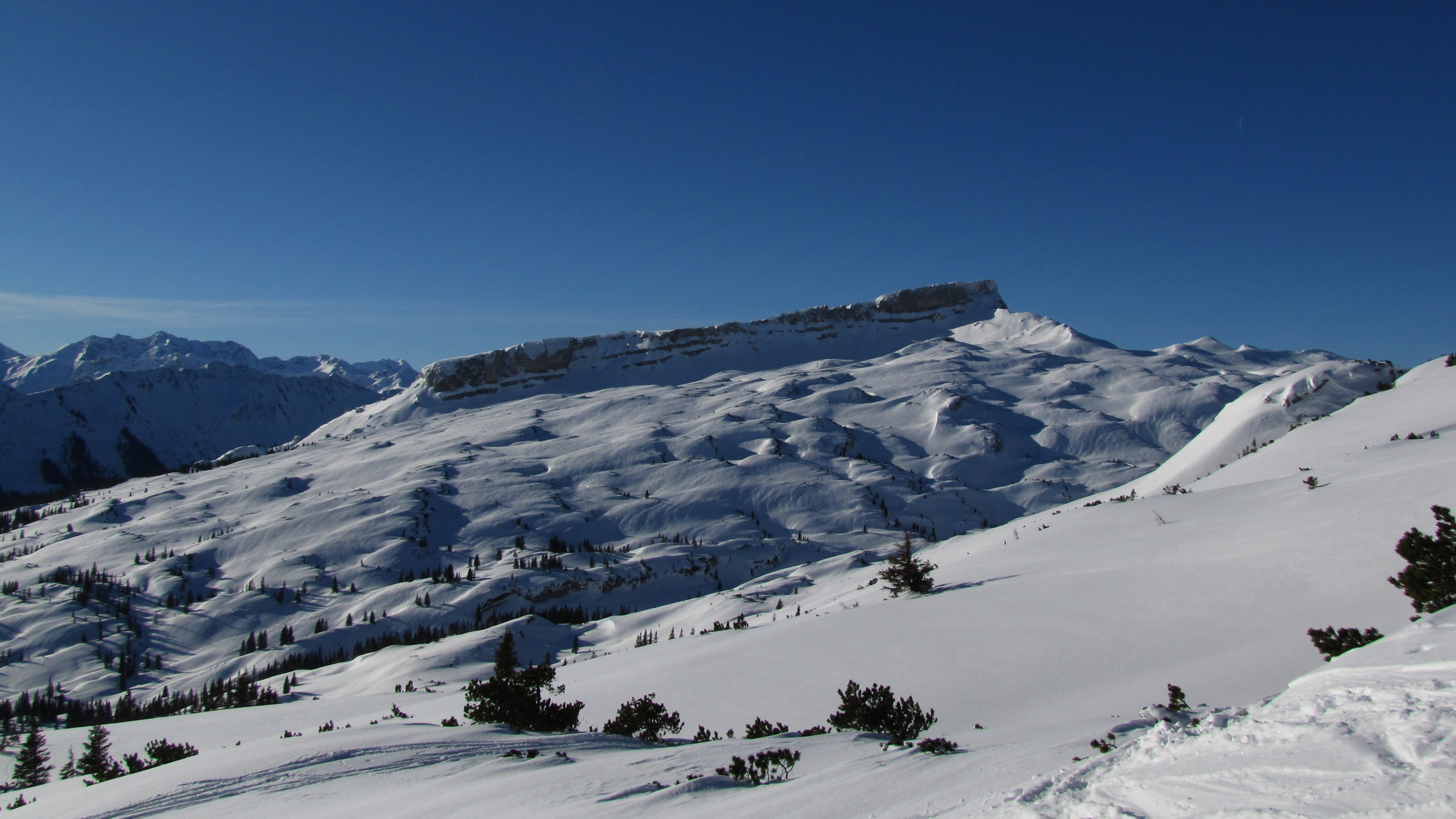
Плато Ґоттесакер із північно-східним видом на Високий Іфен
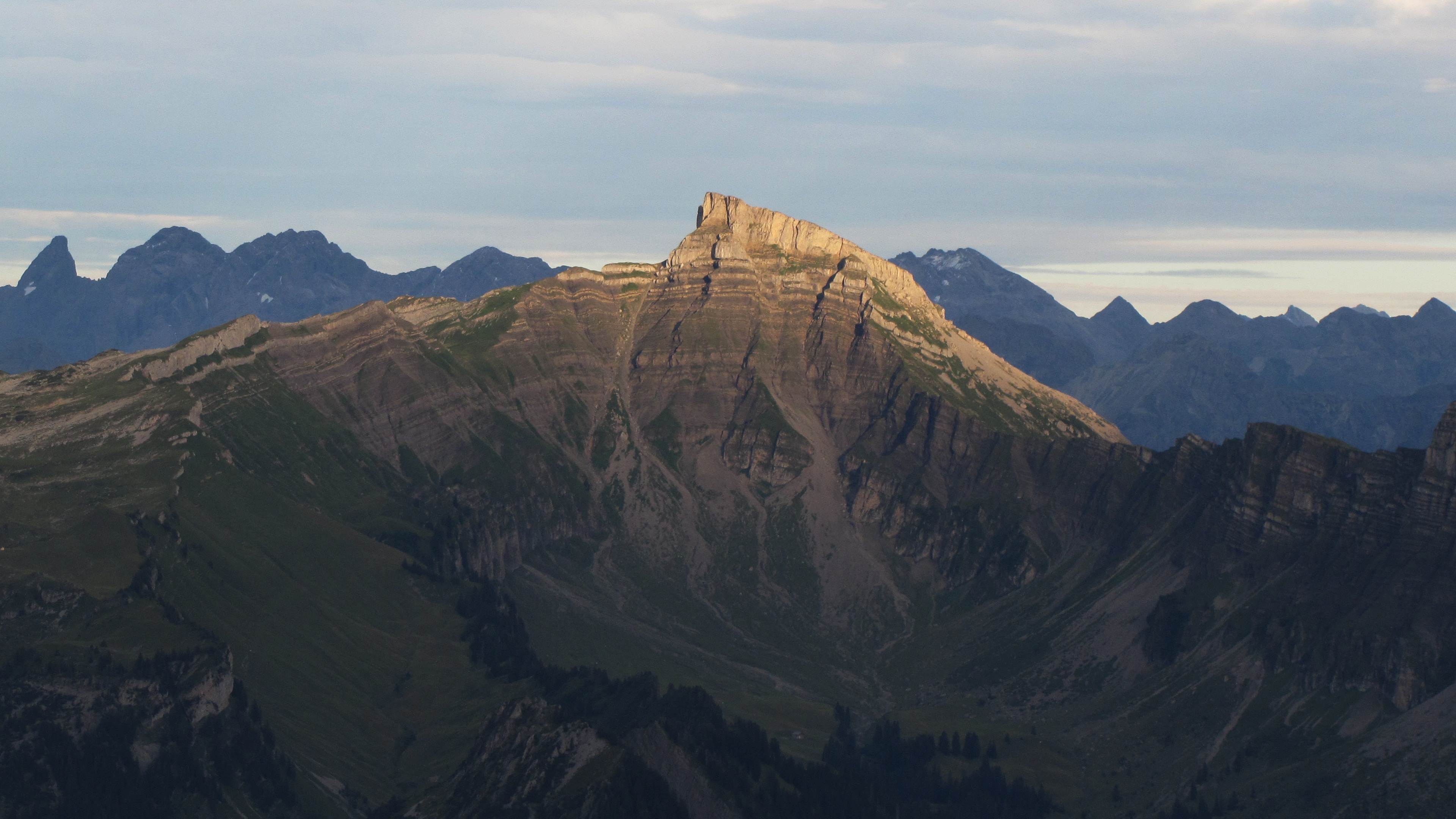
Вид на захід
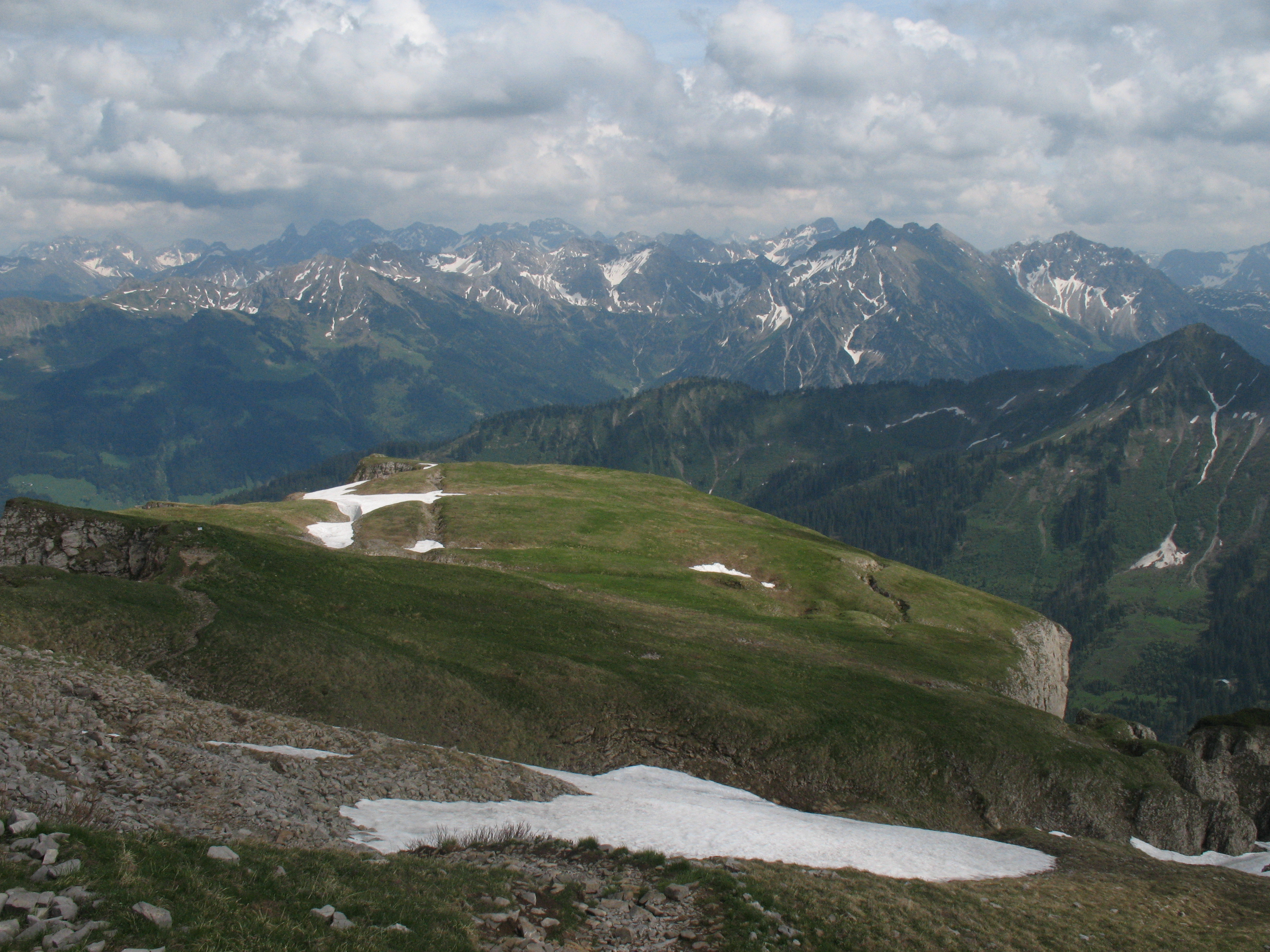
Плато Іфен
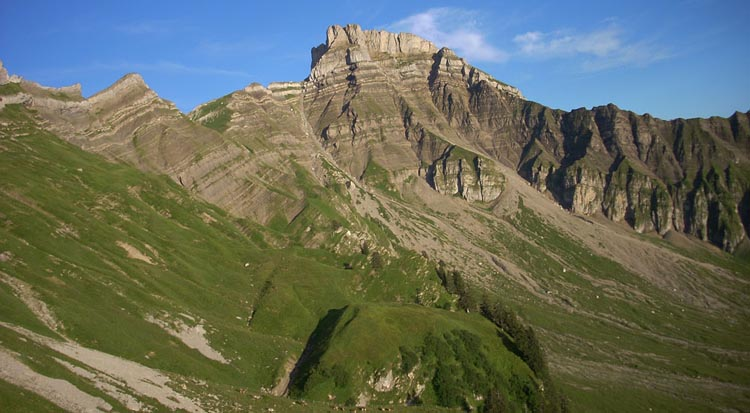
Вид з Нижнього Іфена
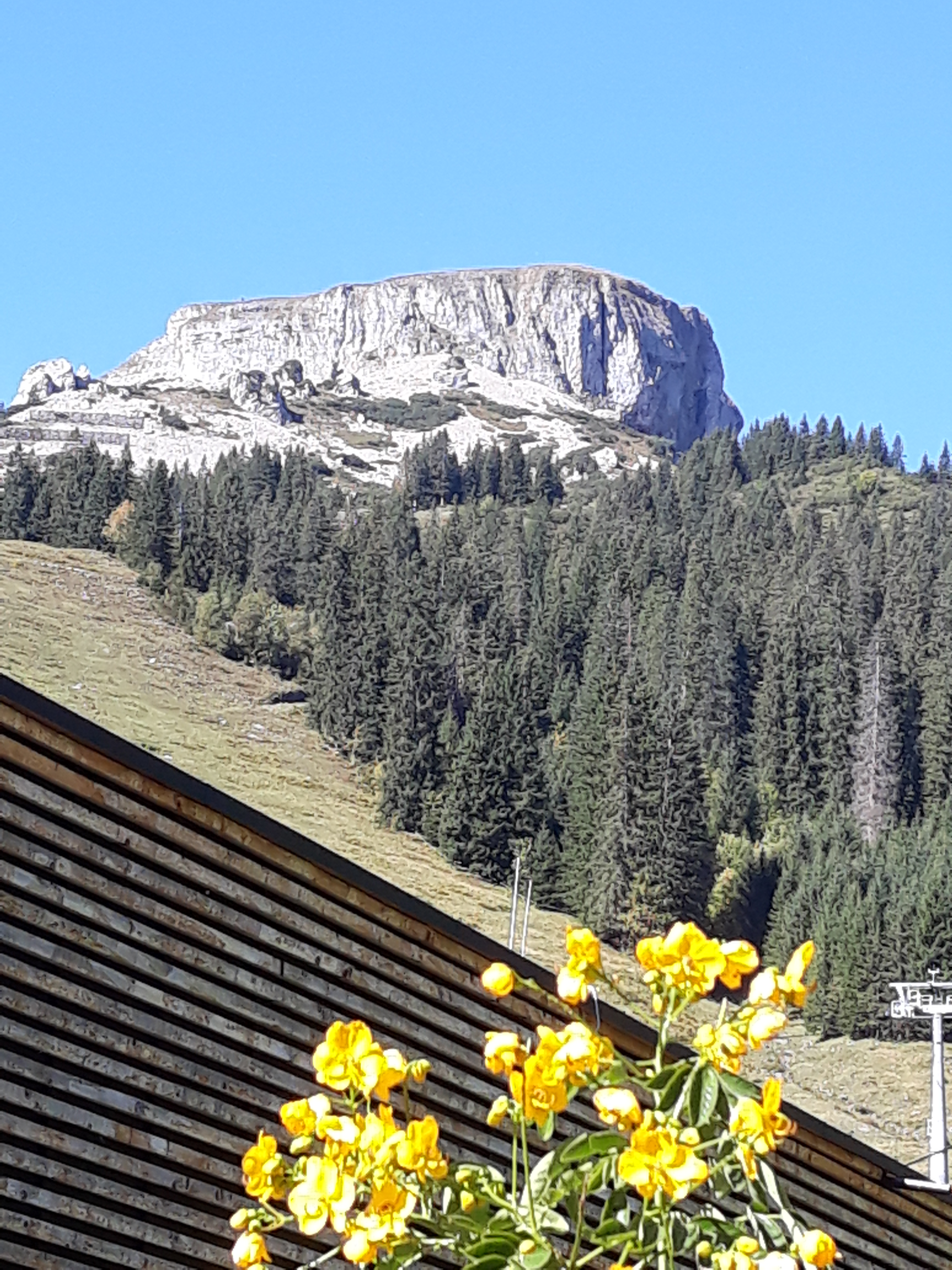
Іфен влітку
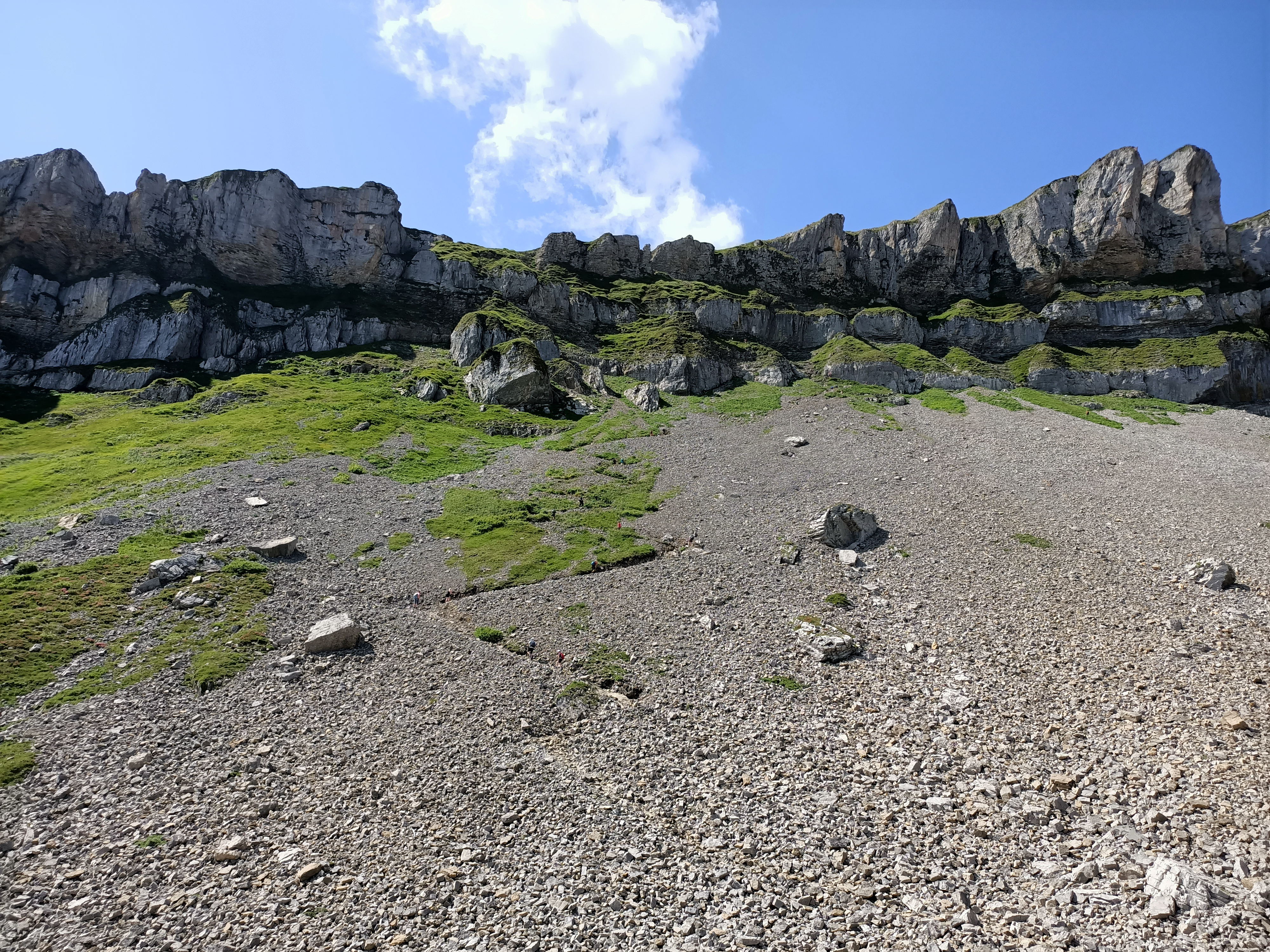
Східний підйом на Іфенмауер

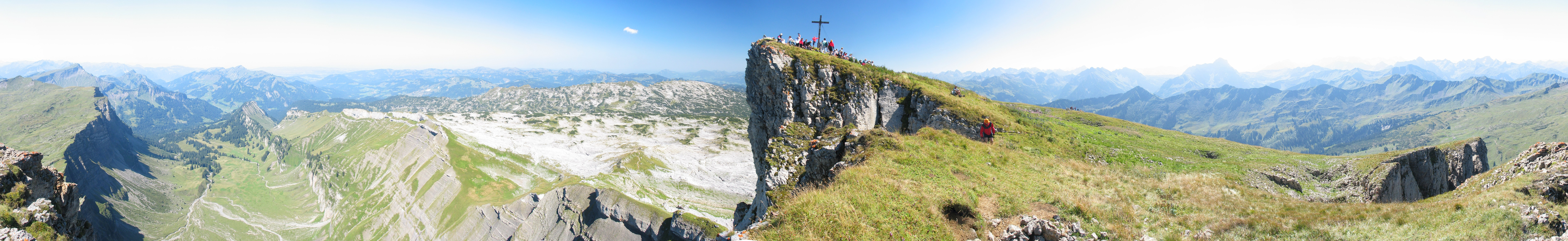
Панорамний вид із Високого Іфена